# Relevos Mundiales 2017
La III edición de Relevos Mundiales se celebró del 22 al 23 de abril de 2017. La sede principal de los eventos fue el Estadio Thomas Robinson de la ciudad de Nasáu, Bahamas. Para esta edición se incluyó la carrera de relevos mixto 4×400 m en sustitución del relevo de medio fondo, y por primera ocasión en la historia del certamen participó un equipo de atletas refugiados.

## Calendario
Las horas que aparecen en el calendario corresponden al huso horario de la ciudad de Nasáu en horario de verano (UTC-4).
| Día 1 – sábado, 22 de abril | Día 1 – sábado, 22 de abril | Día 1 – sábado, 22 de abril |
| --------------------------- | --------------------------- | --------------------------- |
| 19:30                       | 4 × 200 m femenino          | Ronda 1                     |
| 19:50                       | 4 × 100 m masculino         | Ronda 1                     |
| 20:17                       | 4 × 400 m femenino          | Ronda 1                     |
| 20:53                       | 4 × 400 m masculino         | Ronda 1                     |
| 21:25                       | 4 × 800 m femenino          | Final                       |
| 21:48                       | 4 × 400 m mixto             | Ronda 1                     |
| 22:12                       | 4 × 100 m masculino         | Final B                     |
| 22:21                       | 4 × 200 m femenino          | Final                       |
| 22:36                       | 4 × 100 m masculino         | Final                       |

| Día 2 – domingo, 23 de abril | Día 2 – domingo, 23 de abril | Día 2 – domingo, 23 de abril |
| ---------------------------- | ---------------------------- | ---------------------------- |
| 19:30                        | 4 × 200 m masculino          | Ronda 1                      |
| 20:00                        | 4 × 100 m femenino           | Ronda 1                      |
| 20:27                        | 4 × 400 m masculino          | Final B                      |
| 20:38                        | 4 × 400 m femenino           | Final B                      |
| 20:49                        | 4 × 800 m masculino          | Final                        |
| 21:12                        | 4 × 400 femenino             | Final                        |
| 21:30                        | 4 × 200 m masculino          | Final                        |
| 21:47                        | 4 × 100 m femenino           | Final B                      |
| 21:56                        | 4 × 400 m masculino          | Final                        |
| 22:14                        | 4 × 100 m femenino           | Final                        |
| 22:30                        | 4 × 400 m mixto              | Final                        |

## Países participantes
Se inscribieron un total de 546 atletas (283 hombres y 216 mujeres) provenientes de 35 países. A continuación la lista completa de las delegaciones (entre paréntesis el número de atletas). 
Lista actualizada a 19 de abril de 2017.
- Alemania (28)
- Antigua y Barbuda (6)
- Australia (21)
- Bahamas (27)
- Barbados (6)
- Bélgica (5)
- Bielorrusia (5)
- Botsuana (16)
- Brasil (20)
- Canadá (23)
- Catar (5)
- China (16)
- Colombia (5)
- Cuba (8)
- Ecuador (5)
- Estados Unidos (44)
- Francia (26)
- India (12)
- Islas Turcas y Caicos (5)
- Islas Vírgenes Británicas (6)
- Italia (12)
- Jamaica (41)
- Japón (10)
- Kenia (30)
- México (9)
- Namibia (9)
- Nigeria (13)
- Países Bajos (11)
- Polonia (27)
- Reino Unido (19)
- República Dominicana (10)
- San Cristóbal y Nieves (5)
- Trinidad y Tobago (22)
- Venezuela (8)

- Equipo de atletas refugiados (5)

## Clasificación al campeonato mundial
Los ocho equipos con la mejor ubicación en las pruebas de 4×100 m y 4×400 m, tanto en categoría masculina como en femenina, se clasificaron automáticamente para el Campeonato Mundial de Atletismo de 2017.

## Resultados

### Masculino
| Evento                  | Oro                                                                               | Plata                                                                               | Bronce                                                                                       |
| ----------------------- | --------------------------------------------------------------------------------- | ----------------------------------------------------------------------------------- | -------------------------------------------------------------------------------------------- |
| 4 × 100 m (22 de abril) | Estados Unidos Leshon Collins Mike Rodgers Ronnie Baker Justin Gatlin 38,43       | Barbados Mario Burke Ramon Gittens Nicholas Deshong Burkheart Ellis 39,18           | China Tang Xingqiang Xie Zhenye Su Bingtian Liang Jinsheng 39,22                             |
| 4 × 200 m (23 de abril) | Canadá · Gavin Smellie · Brendon Rodney · Andre De Grasse · Aaron Brown · 1:19,42 | Estados Unidos Noah Lyles Jarrion Lawson Isiah Young Ameer Webb 1:19,88             | Jamaica Nickel Ashmeade Oshane Bailey Rasheed Dwyer Yohan Blake 1:21,09                      |
| 4 × 400 m (23 de abril) | Estados Unidos David Verburg Tony McQuay Kyle Clemons LaShawn Merritt 3:02,13     | Botsuana Isaac Makwala Baboloki Thebe Onkabetse Nkobolo Karabo Sibanda 3:02,28      | Jamaica Peter Matthews Demish Gaye Martin Manley Steven Gayle 3:02,86                        |
| 4 × 800 m (23 de abril) | Estados Unidos Brannon Kidder Erik Sowinski Casimir Loxsom Clayton Murphy 7:13,16 | Kenia Aldred Kipketer Kikyegon Bett Timothy Kitum Ferguson Cheruiyot Rotich 7:13,70 | Polonia · Arthur Kuciapski · Mateusz Borkowski · Adam Kszczot · Marcim Lewandowski · 7:18,74 |

### Femenino
| Evento                  | Oro                                                                                    | Plata                                                                                           | Bronce                                                                                             |
| ----------------------- | -------------------------------------------------------------------------------------- | ----------------------------------------------------------------------------------------------- | -------------------------------------------------------------------------------------------------- |
| 4 × 100 m (23 de abril) | Alemania · Alexandra Burghardt · Lisa Mayer · Tatjana Pinto · Rebekka Haase · 42,84    | Jamaica Simone Facey Natasha Morrison Gayon Evans Sashalee Forbes 42,95                         | China Liang Xiaojing Wei Yongli Tao Yujia Yuan Qiqi 43,11                                          |
| 4 × 200 m (22 de abril) | Jamaica Jura Levy Shericka Jackson Sashalee Forbes Elaine Thompson 1:29,04 RC          | Alemania · Lara Matheis · Tatjana Pinto · Rebekka Haase · Gina Lückenkemper · 1:30,68           | Estados Unidos Dezerea Bryant Tiffany Townsend Felicia Brown Shalonda Solomon 1:30,87              |
| 4 × 400 m (23 de abril) | Estados Unidos Phyllis Francis Ashley Spencer Quanera Hayes Natasha Hastings 3:24,36   | Polonia · Malgorzata Holub · Iga Baumgart · Adrianna Janowicz · Justyna Swiety · 3:28,28        | Jamaica Janieve Russell Anneisha McLaughlin-Whilby Verone Chambers Stephenie Ann McPherson 3:28,49 |
| 4 × 800 m (22 de abril) | Estados Unidos Chanelle Price Chrishuna Williams Laura Roesler Charlene Lipsey 8:16,36 | Bielorrusia · Darya Barysevich · Ilona Usovich · Viktoria Kushnir · Marina Arzamasova · 8:20,07 | Australia Lora Storey Abbey de la Motte Zoe Buckman Heidi See 8:21,08                              |

- RC - Récord de campeonato.

### Mixto
| Evento                  | Oro | Plata                                                                                          | Bronce                                                                                 |
| ----------------------- | --- | ---------------------------------------------------------------------------------------------- | -------------------------------------------------------------------------------------- |
| 4 × 400 m (23 de abril) | Bahamas Steven Gardiner (m) Shaunae Miller-Uibo (f) Anthonique Strachan (f) Michael Mathieu (m) 3:14,42 | Estados Unidos Michael Berry (m) Jaide Stepter (f) Paul Dedewo (m) Claudia Francis (f) 3:17,29 | Jamaica Javere Bell (m) Ristananna Tracey (f) Natoya Goule (f) Jamari Rose (m) 3:20,26 |

- m - Atleta masculino.
- f - Atleta femenino.

## Posiciones
El representativo nacional que acumule más puntos se hace acreedor al Golden Baton (Testigo dorado). Los puntos se adjudican de acuerdo a las posiciones en la carrera final de cada evento. Al primer puesto se le otorgan 8 puntos, al segundo 7, al tercero 6, y así sucesivamente a los puestos inferiores. 
| Pos. | País                         | Puntos |
| ---- | ---------------------------- | ------ |
| 1    | Estados Unidos               | 60     |
| 2    | Jamaica                      | 39     |
| 3    | Australia                    | 24     |
| 4    | Polonia                      | 23     |
| 5    | Trinidad y Tobago            | 17     |
| 6    | China                        | 16     |
| 6    | Kenia                        | 16     |
| 8    | Alemania                     | 15     |
| 8    | Bahamas                      | 15     |
| 10   | Francia                      | 13     |
| 11   | Botsuana                     | 10     |
| 12   | Canadá                       | 8      |
| 12   | Reino Unido                  | 8      |
| 14   | Barbados                     | 7      |
| 14   | Bielorrusia                  | 7      |
| 16   | Nigeria                      | 6      |
| 17   | Países Bajos                 | 5      |
| 18   | Cuba                         | 4      |
| 18   | México                       | 4      |
| 20   | Catar                        | 3      |
| 21   | Brasil                       | 2      |
| 21   | Equipo de atletas refugiados | 2      |
| 21   | Islas Vírgenes Británicas    | 2      |
| 24   | Antigua y Barbuda            | 1      |